# James Albert Duffy
James Albert Duffy (* 13. September 1873 in Saint Paul, Minnesota, USA; † 12. Februar 1968 in Grand Island, Nebraska) war Bischof von Grand Island.

## Leben
James Albert Duffy empfing am 27. Mai 1899 das Sakrament der Priesterweihe für das Erzbistum Saint Paul.
Am 27. Januar 1913 ernannte ihn Papst Pius X. zum Bischof von Kearney (später Bistum Grand Island). Der Erzbischof von Dubuque, James John Keane, spendete ihm am 16. April desselben Jahres die Bischofsweihe; Mitkonsekratoren waren der Bischof von Omaha, Richard Scannell, und der Bischof von Cheyenne, Patrick Aloysius Alphonsus McGovern.
Am 5. Juni 1931 trat James Albert Duffy als Bischof von Grand Island zurück und wurde zum Titularbischof von Silandus ernannt.